# Boscia albitrunca
Boscia albitrunca är en kaprisväxtart som först beskrevs av William John Burchell, och fick sitt nu gällande namn av Ernest Friedrich Gilg och Ben. Boscia albitrunca ingår i släktet Boscia och familjen kaprisväxter. Utöver nominatformen finns också underarten B. a. macrophylla.

## Bildgalleri

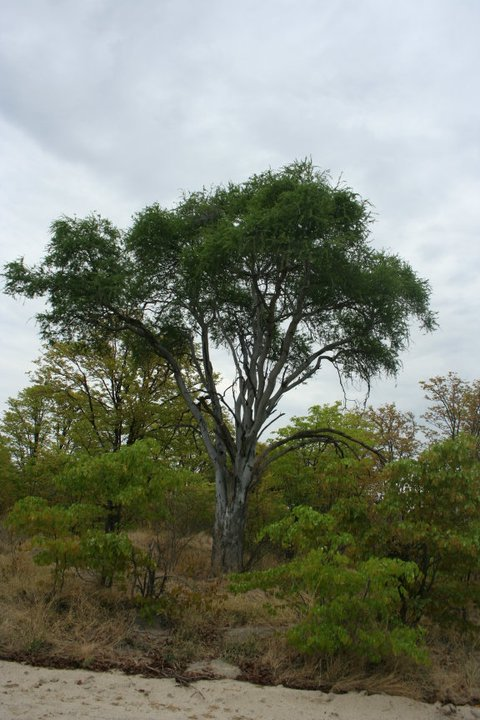